# Glittertind
Der Glittertind (dt. „Glitzerzinne“) ist mit 2452 moh. nach dem Galdhøpiggen (2469 moh.) der zweithöchste Berg Norwegens.

## Lage

Der Gipfel des Glittertinden 2024, rechts der Steilabbruch auf der Nordseite, unterhalb der linke Ast des Gletschers Grjotbrean

Der Glittertind liegt im Nordwesten der Provinz Innlandet auf dem Gebiet der Kommune Lom am Rande des Jotunheimen-Nationalparks, so dass der Gipfel vor allem Richtung Norden und Westen frei steht, was den Berg zu einer herausragenden Aussichtswarte macht. Die Nordseite ist vergletschert, ebenso die Ostseite. Unmittelbar nördlich des Gipfels befindet sich unterhalb der Nordwand der große Gletscher Grjotbrean, der sich in zwei Arme aufteilt und bis auf eine Höhe von rund 1.800 Metern Seehöhe hinunter reicht. Nordöstlich schließt sich direkt an den Gipfelaufbau die Gletscherfläche des Gråsubrean an, direkt südöstlich des Gipfels zieht der Glitterbrean hinunter. Die südlichen und westlichen Flanken des Glittertind sind bedeckt von Schutt und Blockgestein. Südlich befinden sich die Seen Oberer und Niederer Steinbuvatnet, die nur im Sommer eisfrei sind. Im Südwesten bildet die Gebirgsgruppe um die markanten Gipfel des Veotinden und des Memurutinden und den große Gletscher Veobrean am Ende des Veodalen das nächstgelegene bedeutende Gebirgsmassiv. Westlich des Glittertind, und von diesem getrennt durch das Visdalen, befindet sich mit dem vollständig von Gletschern umgebenen Galdhøpiggen der höchste Berg Norwegens. Das Gelände in den Tälern rund um den Glittertind ist wasserreich, zahlreiche Wasserläufe und teils auch hochmoorartiges Grasgelände sind typisch.

## Geschichte

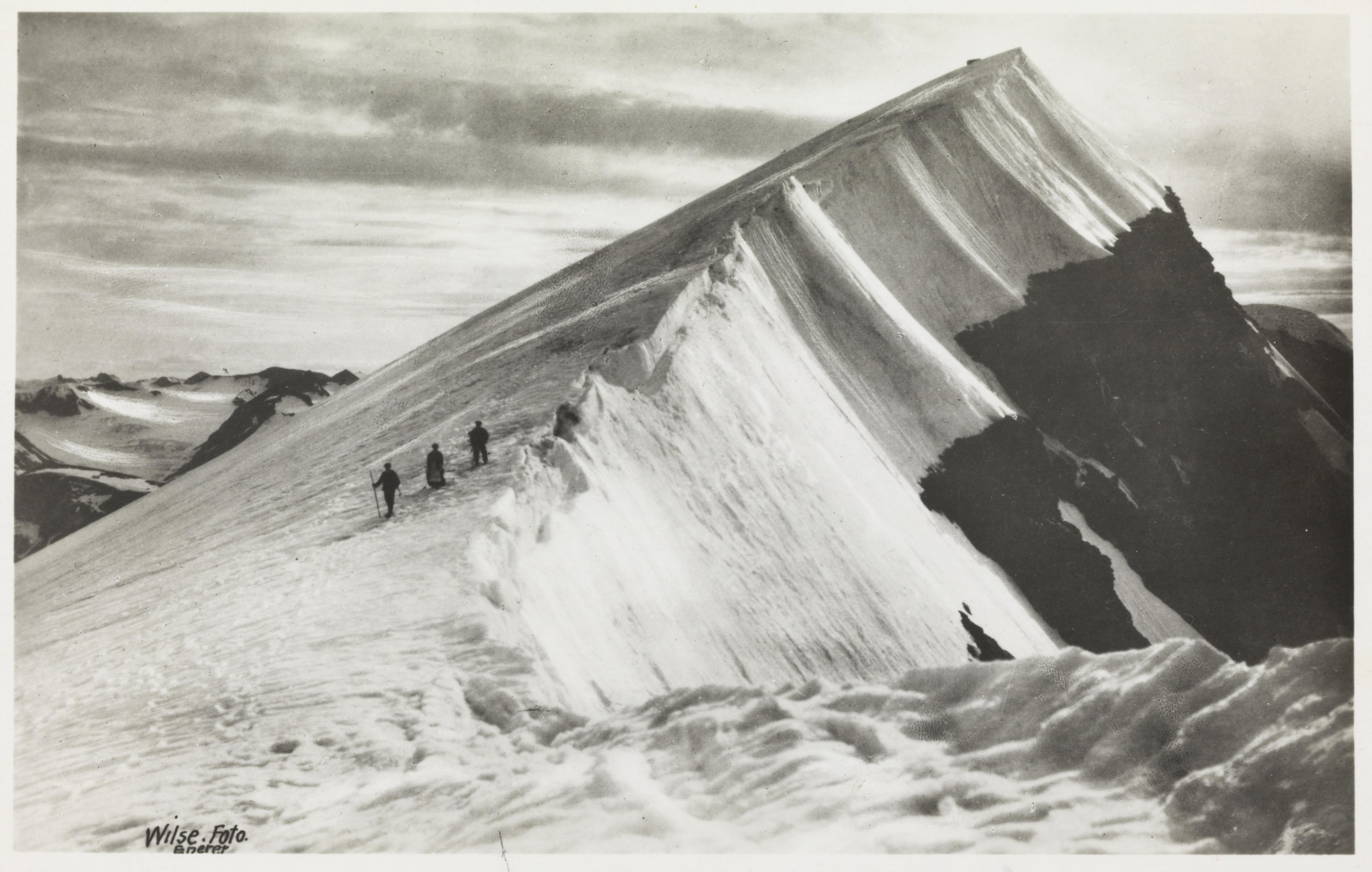
Der Gipfel des Glittertinden 1910, rechts der Steilabbruch auf der Nordseite

Harald Nicolai Storm Wergeland gilt als Erstbesteiger des Glittertind. Edith Slingsby, die Schwester von William Cecil Slingsby, war wahrscheinlich die erste Frau, die den Berg bestiegen hat.
Bis 1981 galt der Glittertind als höchster Berg nicht nur Norwegens, sondern ganz Nordeuropas. 1931 wurde seine Höhe mit 2481 moh. angegeben. Die Eiskappe ist aber die letzten Jahrzehnte immer weiter abgeschmolzen, sodass der Galdhøpiggen den Glittertind seit 1981 überragt. Seither ist der Glittertind nur der zweithöchste Berg Norwegens. Klimabedingt nahm seine Höhe weiter ab, 2017 ergab eine offizielle Messung nur mehr 2457 moh. Im September 2023 war der höchste Punkt des Berges erstmals eis- und schneefrei, so dass die Höhe nur mehr 2452 moh. beträgt. Diese Höhe ist auch inzwischen in der staatlichen Landeskarte norgeskart als Gipfelhöhe verzeichnet. Nur mehr im Winter bis in den Frühsommer hinein ist der Felsgipfel vollständig mit einem Firnfeld bedeckt, im Frühjahr 2024 hatte dies eine Dicke von rund zwei Metern am höchsten Punkt.
Der Name des Glittertind stammt vermutlich vom nahe gelegenen Bach Glitra, der westlich des Berges durch das Hochtal Glitterholet fließt. Glittertind kommt aus dem ostnordischen Zweig des Nordgermanischen und bedeutet so viel wie 'funkelnder Berg' oder 'glänzender Schein' und verweist auf die vielen eingeschlossenen Glimmerpartikel, die im Gneis des Glittertind ein wesentlicher Bestandteil sind.

## Zugänge und Routen

Panorama vom Gipfel Richtung Süden bis Osten

Der Berg kann von zwei Seiten bestiegen werden, wobei die DNT-Hütten Spiterstulen im Visdalen und Glitterheim im Veodalen als Stützpunkte dienen können. Spiterstulen ist über eine Forststraße mit Autos oder Motorrädern erreichbar (schmale Brücken), wobei die letzten gut 4 Kilometer mautpflichtig sind (elektronische Kennzeichenerfassung). Die Zufahrt ist in der Regel nur zu Öffnungszeiten der Hütte geöffnet (Schlagbaum am Beginn der Mautstrecke). Die Hütte Glitterheim ist dagegen nur zu Fuß oder mit dem Fahrrad vom 8 Kilometer entfernten Parkplatz im Veodalen erreichbar. Die Hütten sind zur Skitourensaison im Frühjahr geöffnet und im Sommer.
Die Tour von der Hütte Glitterheim führt zunächst auf einem markierten Pfad (T) aufwärts und anschließend über Blockgelände zum Gletscherrand des Glitterbean. Der Gletscher muss dann aufsteigend überquert werden. Zuletzt geht man über die auch im Sommer in der Regel firnbedeckte Gipfelkuppe zum höchsten Punkt (Vorsicht vor der meist vorhandenen Wechte am Steilabbruch).

Panorama vom Gipfel des Glittertinden Richtung Süden bis Westen, rechts der Galdhøpiggen mit den Gletschern Piggebrean und Styggebrean, rechts das Galdhøpiggen Sommerskisenter auf dem Vesljuvbrean (Gletscher), davor das Visdalen, rechts im Vordergrund ein Großteil des Aufstiegweges von Spiterstulen

Der zweite bezeichnete und ausgeschilderte (T) Weg beginnt 500 Meter talauswärts der Hütte in Spiterstulen. Er führt zunächst steiler ansteigend den östlichen Hang des Visdalen hinauf auf eine Anhöhe und dann flacher um den Gipfel des Skauthoe herum in das weitläufige kupierte Gelände rund um den markanten Bach Skauta, der ohne Brücke auf im Bach liegenden Steinen überquert werden muss, was bei höherem Wasserstand schwierig werden kann (Schneeschmelze im Frühjahr, Starkregen). Danach führt der markierte Pfad aufwärts durch den unteren Teil des Steindalens, wobei erneut ein Bach ohne Brücke überquert werden muss. Kurz danach steilt das Gelände rechts eines Couloirs deutlich auf und der Steig führt teils über mit Steinen angelegte Stufen steil und teils leicht ausgesetzt hinauf auf einen Bergrücken, über den teils auf Pfadspuren, teils über Blockgelände der Gipfelaufbau erreicht wird, wobei zum schneebedeckten Gipfel (Firnkuppe) noch eine Querung folgt.
Viele Trekker überschreiten den Berg bei der Durchquerung des Jotunheimen-Nationalparks. Bei Nässe und vor allem Schnee kann der Aufstieg deutlich anspruchsvoller werden, am Steilaufschwung der Route von Spiterstulen kann bei entsprechender Schneelage auch Lawinengefahr bestehen.